# 国分寺中継局
国分寺中継局（こくぶんじちゅうけいきょく）は香川県高松市山内地区の兎子山（うさんこやま）にあるテレビジョン放送の小規模中継局である。

## 放送区域
この中継局の電波法に定める放送区域（デジタル：1mV/m、アナログ：3mV/m）は香川県高松市及び綾川町の各一部、約7,600世帯である。
高松市山内地区は岡山局、高松局、西讃岐中継局など周辺送信所のいずれの方向からも五色台、六ツ目山、火ノ山、鷲ノ山などの山に囲まれており、電波が遮断されやすい環境にある。そのような理由で山内地区のほぼ全域をカバーしているのがこの中継局である。
また、この中継局からはテレビせとうち（TSC）がアナログ・デジタル共に電波を出していないため、TSCを視聴するにはケーブルテレビ（ケーブルメディア四国）に加入するか、パラスタックアンテナなどの高性能アンテナを用いて前述の周辺送信所の電波を遠距離受信するしかない。

## 歴史
- 1986年（昭和61年）3月12日 - 西日本放送（RNC）国分寺中継局開局。
- 2004年（平成16年）4月20日 - アナアナ変換対策開始に伴い新アナログチャンネル放送開始。
- 2004年（平成16年）5月26日 - アナアナ変換に関わる旧アナログチャンネル停波。
- 2008年（平成20年）11月24日 - 全局地上デジタルテレビジョン放送本放送開始。

### アナアナ変換
この中継局もデジタル放送開始にあわせて全国的に行われた現行アナログチャンネルの移行、いわゆる「アナアナ変換」の対象となり、2004年（平成16年）4月20日より対策を開始、2004年5月26日には旧チャンネルを停波し、新チャンネルに移行した。対象となったアナログチャンネルはOHK岡山放送（47ch→61ch）1波である。対策世帯は国分寺町（現高松市）、高松市（旧）、香川町（現高松市）、香南町（現高松市）及び綾南町（現綾川町）の各一部、約3,500世帯。
停波した旧アナログチャンネル47chはこの中継局でNHK高松教育テレビのデジタルチャンネルとして使用されている。

### 地上デジタル放送
2008年10月14日に四国総合通信局より予備免許交付、順次試験放送を開始し、翌月11月24日に本放送を開始した。
この中継局のデジタル化は香川県内の大規模中継局及び重要中継局のデジタル化が完了し、香川県内の小規模中継局第1号としてのデジタル化となった。この前には岡山県の「美作加茂中継局」、香川県内に限れば「讃岐白鳥中継局」が開局しており、この後には「詫間中継局」、「仁尾中継局」、岡山県の「井原中継局」が続いた。なお、国分寺中継局の本放送開始は「坂出東中継局」と同日である。その他、デジタル化以前にも高松局や西讃岐中継局など周辺局のデジタル波を受信できれば地上デジタル放送が視聴できた地域もある。

## 施設

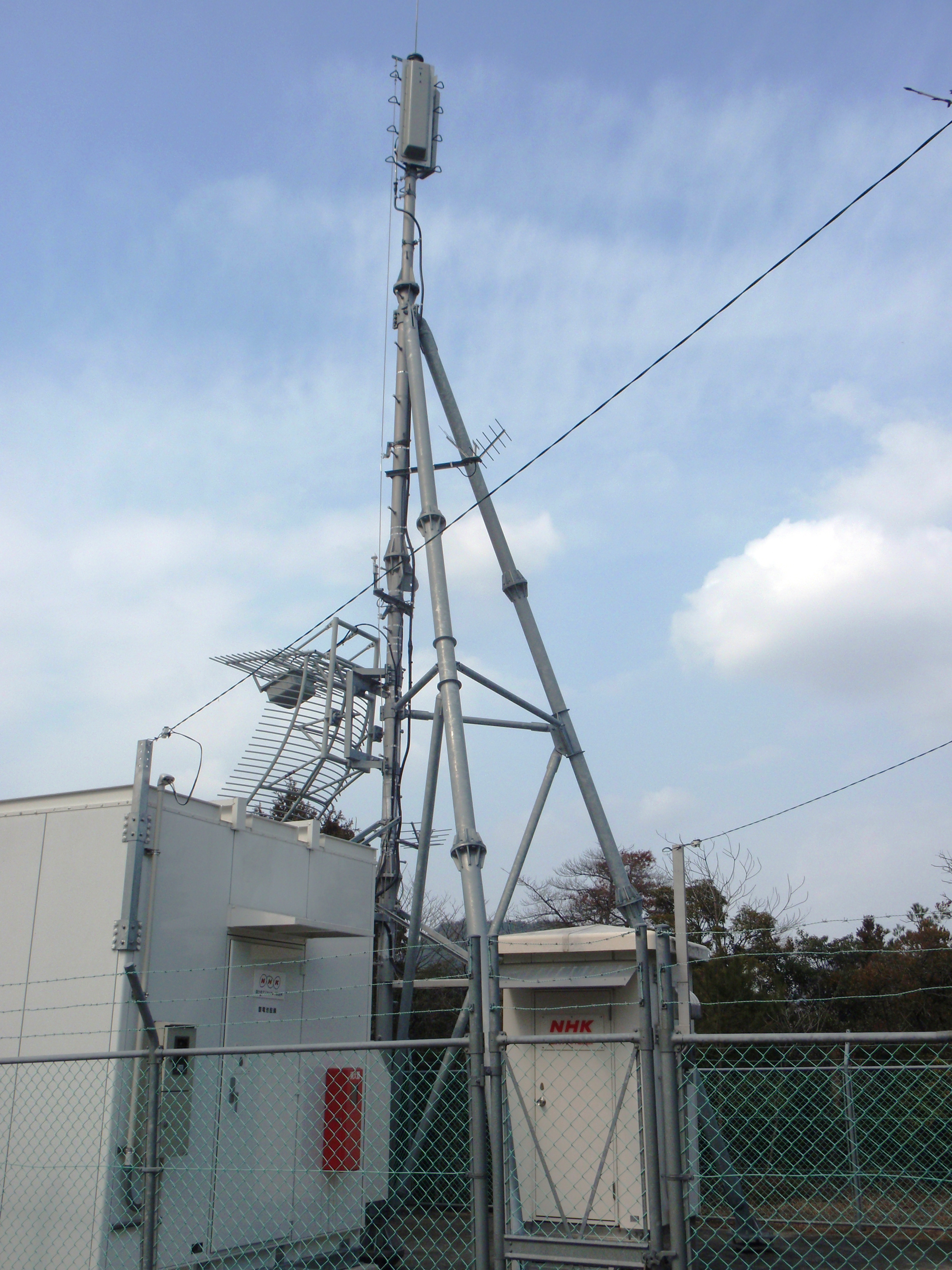
NHKの送信施設

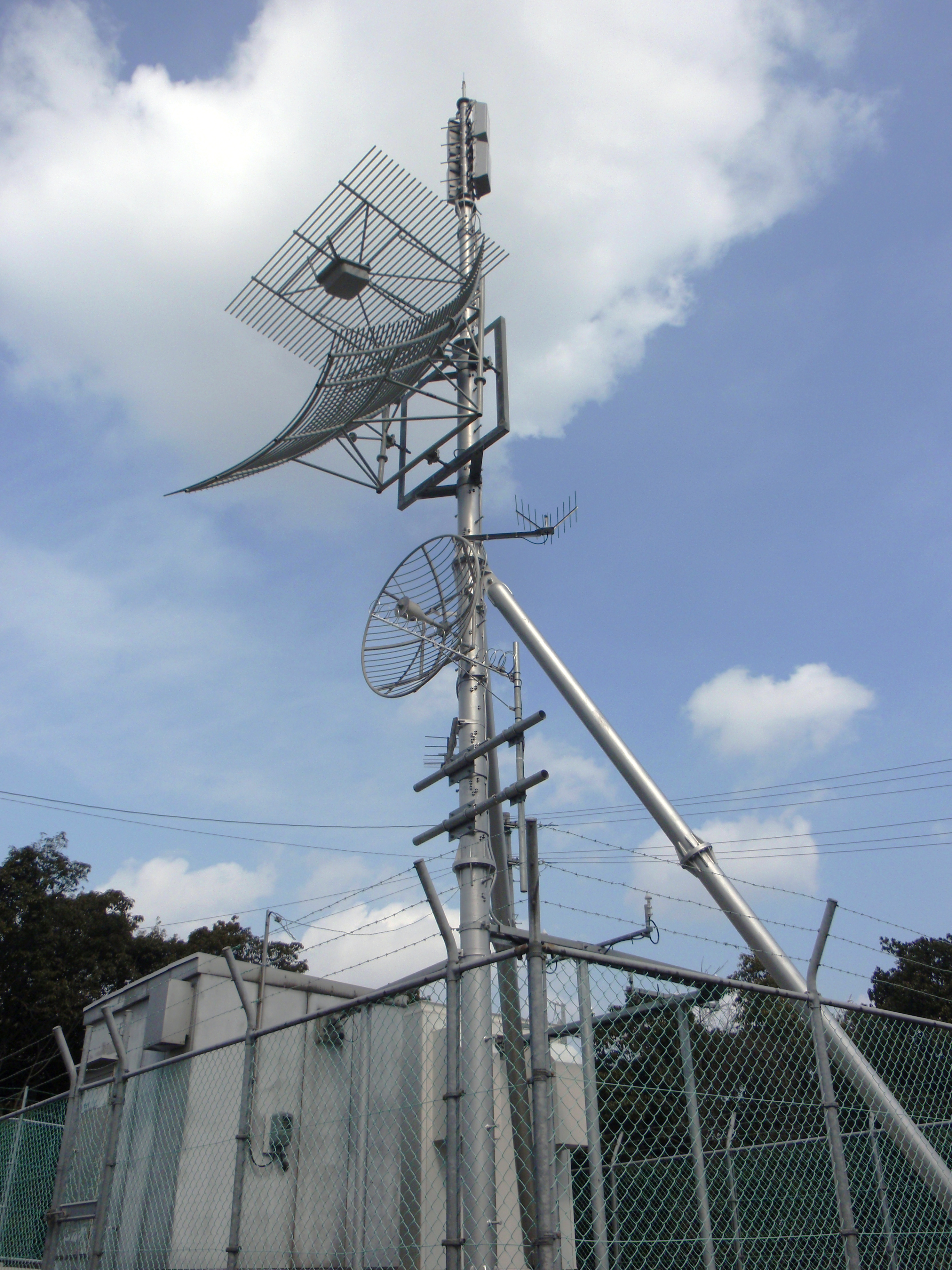
民放の送信施設

中継局は高松市山内地区南部にある標高99.90mの兎子山（うさんこやま）山頂にある。兎子山の位置する山内地区は高松平野の内陸にあるため、もともと地区全体の標高が26m〜34mなのを加味すると麓からの標高はおよそ70m程の小高い里山である。その他、標高がおおよそ100mであることから里山登山家などには有名で、何かの100回記念などで登られることがある。
山には他に国分寺町水道局（現・高松市水道局）によって大型コンクリート製タンクの配水池が存在する。配水地が建設されるに伴い、南側に、それぞれ東側と西側から配水地がある山の中腹やや上まで登ることのできる舗装道路が整備されたが、この両道路はつながっておらず、車両によって通り抜けることはできない。
中継局のある山頂へは水道局配水池の通用路から舗装された階段を登った後、尾根伝いに獣道を進んでいく必要がある。また、北側の中腹ほどにある春日神社を通りぬけて頂上に行く道もある。頂上は狭く、三角点を囲むように3基の鉄塔と付帯設備が存在するのみである。
長らく山頂に存在する鉄塔はテレビ中継局のみであったが、その後NTTドコモの新名無線中継所が設置され、鉄塔がそれまでの2基から3基に増えた。

### NHK
- 所在地：香川県高松市国分寺町新名字宮腰1548番地22

NHK高松放送局1社単独で総合テレビと教育テレビを送信している。
局舎はそれまでのアナログ局舎の手前にデジタル局舎が新設され、送信柱とアンテナは総合・教育ともアナログ・デジタル4波共用である。送信アンテナは4L双ループアンテナ1段2面。

### RNC・KSB・RSK・OHK
- 所在地：香川県高松市国分寺町新名字南原1539番地67

民放全社、RNC西日本放送、KSB瀬戸内海放送、RSK山陽放送、OHK岡山放送が全社共同で送信施設を設置している。
局舎はそれまでのアナログ局舎の奥にデジタル局舎が新設され、送信柱とアンテナは全民放でアナログ・デジタル共用である。送信アンテナは4Dダイポールアンテナ2段2面。
また、TSCはこの中継局から電波を出していないが、この民放の施設のアナログ放送における表札や銘版にはTSCも明記されている。

## 地上デジタルテレビジョン放送送信設備
| リモコンキーID                                                            | 放送局名          | 物理チャンネル | 空中線電力 | ERP    | 放送対象地域   | 放送区域内世帯数 |
| ------------------------------------------------------------------------- | ----------------- | -------------- | ---------- | ------ | -------------- | ---------------- |
| 1                                                                         | NHK高松総合テレビ | 22ch           | 300mW      | 1.45W  | 香川県         | 約7,600世帯      |
| 2                                                                         | NHK高松教育テレビ | 47ch           | 300mW      | 1.45W  | 全国放送       | 約7,600世帯      |
| 4                                                                         | RNC西日本放送     | 34ch           | 300mW      | 1.55W  | 岡山県・香川県 | 約7,600世帯      |
| 5                                                                         | KSB瀬戸内海放送   | 26ch           | 300mW      | 1.55W  | 岡山県・香川県 | 約7,600世帯      |
| 6                                                                         | RSK山陽放送       | 38ch           | 300mW      | 1.55W  | 岡山県・香川県 | 約7,600世帯      |
| 7                                                                         | TSCテレビせとうち | 未割当         | 300mW      | 未開局 | 岡山県・香川県 | 約7,600世帯      |
| 8                                                                         | OHK岡山放送       | 16ch           | 300mW      | 1.55W  | 岡山県・香川県 | 約7,600世帯      |
| ※全局局名は国分寺局 ※全局に指向性あり ※中継局であるためコールサインは無い |                   |                |            |        |                |                  |

## 地上アナログテレビジョン放送送信設備
| チャンネル | 放送局名          | 空中線電力        | ERP                | 放送対象地域   | 放送区域内世帯数 |
| --- | ----------------- | ----------------- | ------------------ | -------------- | ---------------- |
| 49 | NHK高松教育テレビ | 映像3W/ 音声750mW | 映像13.5W/音声3.4W | 全国放送       | 不明             |
| 51 | NHK高松総合テレビ | 映像3W/ 音声750mW | 映像13.5W/音声3.4W | 香川県         | 不明             |
| 54+ | RNC西日本放送     | 映像3W/ 音声750mW | 映像11W/音声2.8W   | 岡山県・香川県 | 不明             |
| 57 | KSB瀬戸内海放送   | 映像3W/ 音声750mW | 映像11W/音声2.8W   | 岡山県・香川県 | 不明             |
| 59 | RSK山陽放送       | 映像3W/ 音声750mW | 映像11W/音声2.8W   | 岡山県・香川県 | 不明             |
| 61 | OHK岡山放送       | 映像3W/ 音声750mW | 映像11W/音声2.8W   | 岡山県・香川県 | 不明             |
| ※全局局名は国分寺局 ※全局に指向性あり ※中継局であるためコールサインは無い ※54chはオフセット+10kHz局 ※TSCにはチャンネルが割り当てられていなかった。 |                   |                   |                    |                |                  |